# Ulica Gorchakova
Ulica Gorchakova (in russo:Улица Горчакова) è una stazione della Linea Butovskaja, la linea L1 della Metropolitana di Mosca. È stata inaugurata il 27 dicembre 2003.